# طلایی‌موش‌های آفریقای میانه
طلایی‌موش‌های آفریقای میانه(نام علمی: Calcochloris) نام یک سرده از تیره موش کور طلایی است.

## گونه‌ها
- موش کور طلایی کنگو (Calcochloris leucorhinus)
- موش کور طلایی زرد (Calcochloris obtusirostris)
- موش کور طلایی سومالی (Calcochloris tytonis)